# Caesia
Caesia je biljni rod iz porodice čepljezovki kojemu pripada 13 priznatih vrsta u Australiji, Južnoafričkoj Republici, Madagaskaru i Novoj Gvineji. 
Od 13 vrsta jedna je izumrla, to je C. rigidifolia iz zapadne Australije, koji je posljednji puta uočena 1875. Posljednja vrsta, Caesia sabulosa, otkrivena je u Južnoafričkoj Republici, opisana je 2010.
Po životnom obliku su hemikriptofiti.

## Vrste
1. Caesia alpina Hook.f.
2. Caesia calliantha R.J.F.Hend.
3. Caesia capensis (Bolus) Oberm.
4. Caesia chlorantha F.Muell.
5. Caesia contorta (L.f.) T.Durand & Schinz
6. Caesia micrantha Lindl.
7. Caesia occidentalis R.Br.
8. Caesia parviflora R.Br.
9. Caesia rigidifolia F.Muell.
10. Caesia sabulosa Boatwr. & J.C.Manning
11. Caesia setifera Baker
12. Caesia subulata Baker
13. Caesia viscida Keighery

## Sinonimi
- Bidwillia Herb.
- Nanolirion Benth.